# Basketball Arena
Die Basketball Arena war eine temporäre Sporthalle in London, die 12.000 Zuschauern Platz bot. Sie befand sich im Stadtteil Stratford (London Borough of Newham), im Norden des Olympiaparks, unmittelbar neben dem olympischen Dorf.

## Geschichte

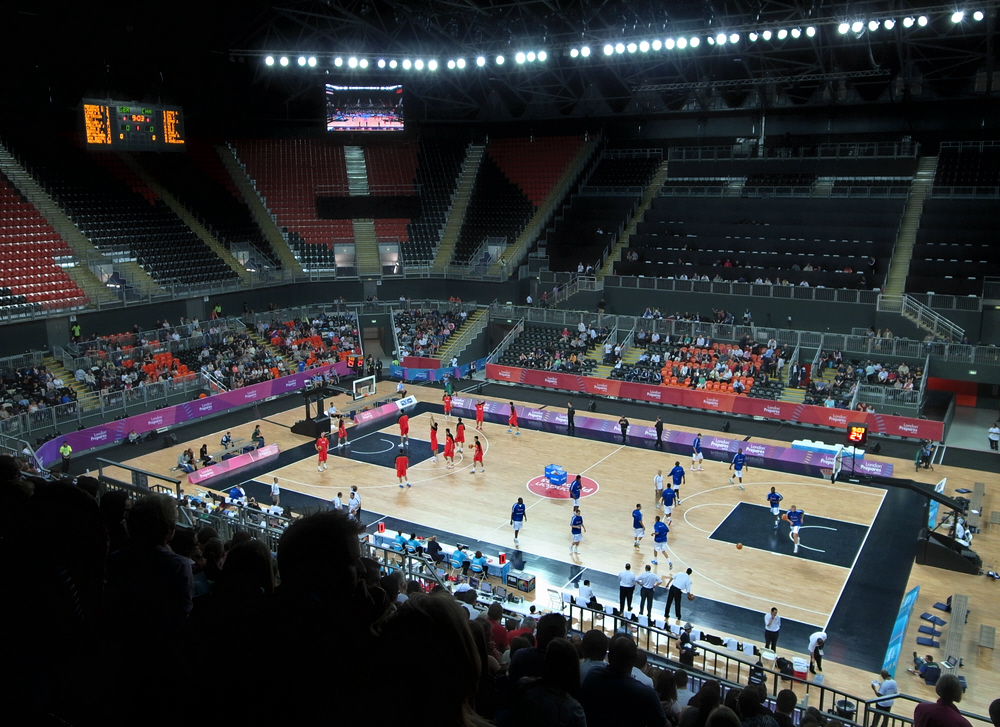
Innenraum der Arena

Vorbereitende Arbeiten begannen im Oktober 2009. Nach 15-monatiger Bauzeit konnte die Halle im Juni 2011 fertiggestellt werden. Während der Olympischen Spiele 2012 fanden hier die Basketball-Vorrunde und die Handball-Finalspiele statt. Bei den Paralympics 2012 war die Halle Austragungsort der Turniere im Rollstuhlrugby und im Rollstuhlbasketball; dabei wurde die Kapazität auf 10.000 Plätze reduziert.
Nach Abschluss der Wettkämpfe wurde die Basketball Arena abgebaut. Es handelt sich somit um die größte temporäre Anlage der olympischen Geschichte. Die Halle soll an einem anderen Standort wieder aufgestellt werden. Als möglicher Interessent wurde Rio de Janeiro genannt, der Austragungsort der Olympischen Spiele 2016. Die dortigen Verantwortlichen gaben diesen Plan jedoch auf, da sie ihn nicht für durchführbar hielten.